# Ambassade des États-Unis en Iran
L'ambassade des États-Unis en Iran était la représentation diplomatique des États-Unis en Iran. Elle était située avenue Taleghani, à Téhéran, la capitale du pays. En 1979, après la révolution islamique et la crise iranienne des otages, elle est supprimée. Depuis cette date, la Suisse fait office de puissance protectrice et représente les intérêts américains en Iran.

## Architecture

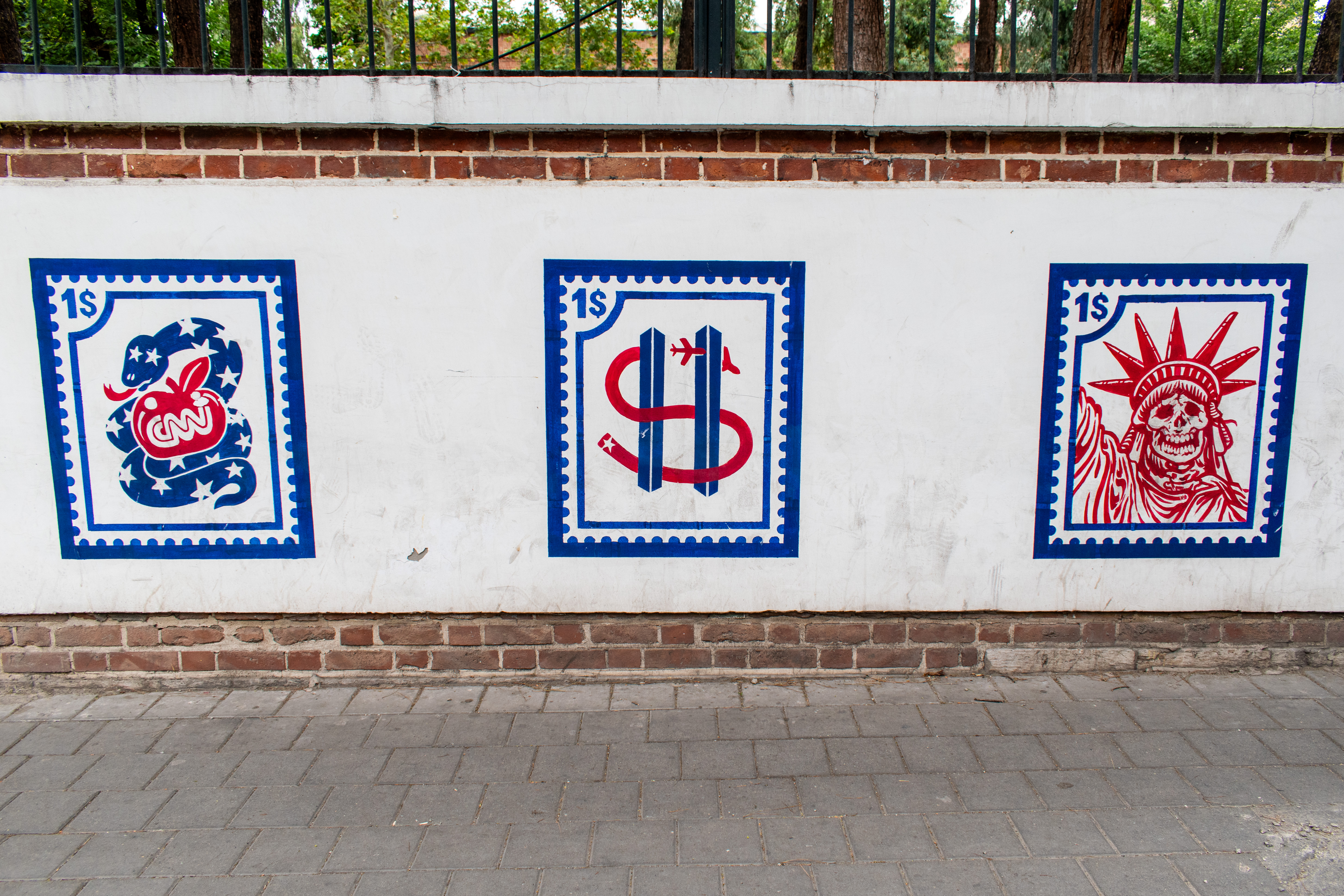
Propagande anti-américaine sur les murs de l'ancienne ambassade à Téhéran.

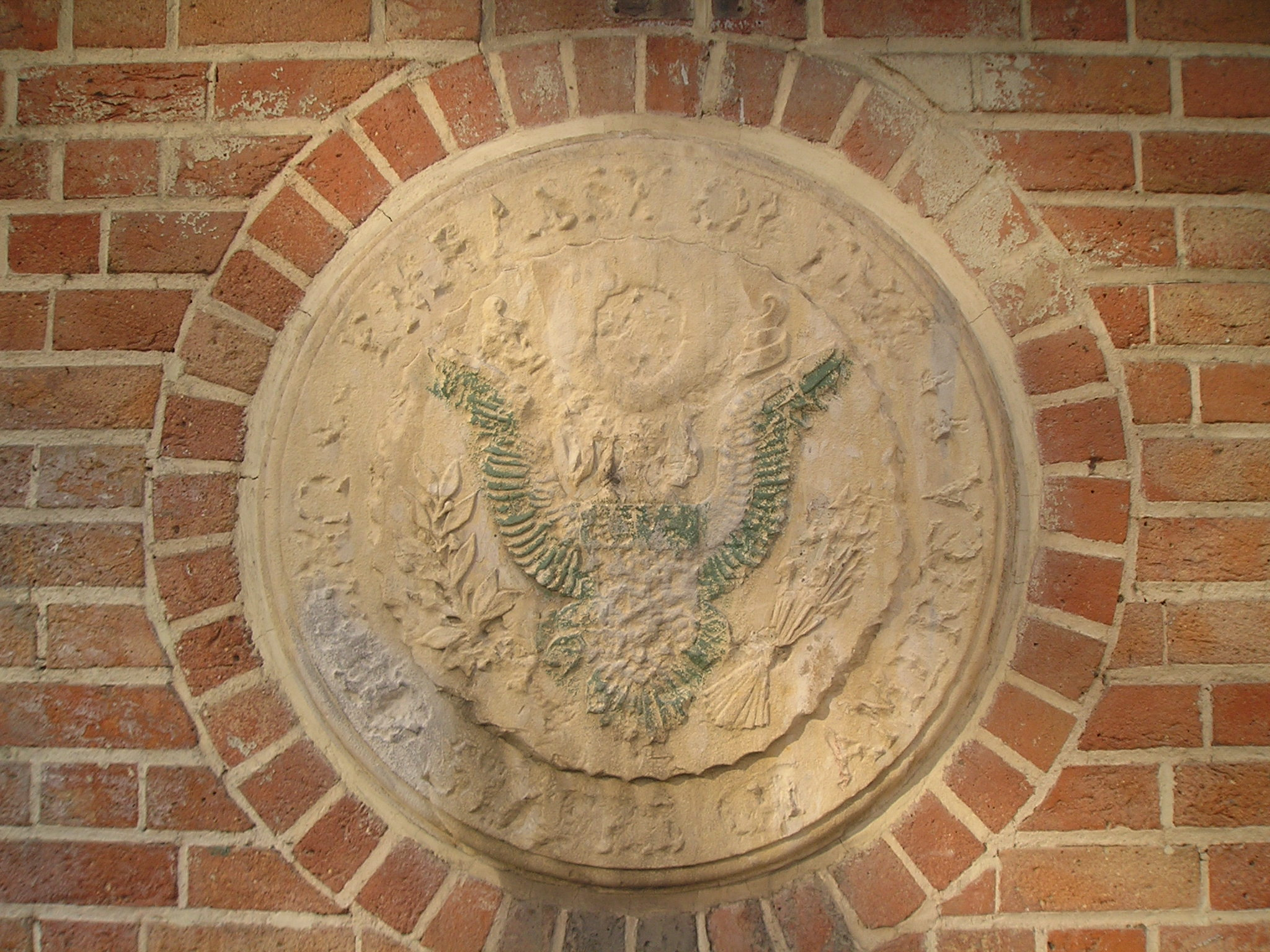
Le sceau abimé des États-Unis.

La construction de l'ambassade a commencé en 1948, sur les plans de l'architecte Ides van der Gracht. Il s'agit d'un long bâtiment en brique de deux étages, similaire aux lycées américains bâtis dans les années 1930 et 1940. Pour cette raison, le bâtiment a été surnommé « Henderson High » par le personnel de l'ambassade, se référant à Loy W. Henderson, devenu ambassadeur des États-Unis en Iran en 1951, juste après la fin des travaux.

## Histoire

### Relations entre les États-Unis et l'empire d'Iran (1934-1979)
Jusqu’à la Seconde Guerre mondiale, les relations entre l’Iran et les États-Unis sont plutôt cordiales. Certains constitutionnalistes iraniens estiment que les Américains sont la « troisième force » face à la domination britannique.

### Révolution islamique (depuis 1979)
L'ancienne ambassade a été transformée en musée, surnommé « le nid d'espions », en référence à l'histoire du bâtiment. Il expose notamment des appareils de communication, des documents et des graffitis laissés intacts depuis la crise des otages américains en Iran.
Le musée, peu fréquenté, sert largement à la propagande anti-américaine.

## Ambassadeurs des États-Unis en Iran
- 1871-1873 : Henry Harris Jessup (nommé chargé d'affaires mais se retire avant l'approbation)
- 1883-1885 : Samuel Benjamin (premier chargé d'affaires, puis immédiatement ministre résident)
- 1885 : Bayless W. Hanna (ministre résident, mais ne se rendit pas en Perse)
- 1885-1886 : Frederick H. Winston (ministre résident)
- 1886-1891 : E. Spencer Pratt (ministre résident)
- 1891-1892 : Truxtun Beale (ministre résident)
- 1892-1893 : Watson R. Sperry (ministre résident)
- 1893-1897 : Alexander McDonald (ministre plénipotentiaire puis ministre résident)
- 1897-1899 : Arthur Sherburne Hardy (ministre plénipotentiaire)
- 1899 : William Paine Lord (nommé ministre résident mais décline)
- 1899-1901 : Herbert W. Bowen (ministre résident)
- 1901-1902 : Lloyd C. Griscom (ministre plénipotentiaire)
- 1902-1907 : Richmond Pearson (ministre plénipotentiaire)
- 1907-1909 : John Brinkerhoff Jackson (ministre plénipotentiaire)
- 1909-1914 : Charles W. Russell (ministre plénipotentiaire)
- 1914-1921 : John L. Caldwell (ministre plénipotentiaire)
- 1921-1924 : Joseph Saul Kornfeld (ministre plénipotentiaire)
- 1925-1928 : Hoffman Philip (ministre plénipotentiaire)
- 1929-1933 : Charles C. Hart (chargé d'affaires, dernier envoyé en « Perse »)
- 1934-1936 : William H. Hornibrook (ministre plénipotentiaire)
- 1936-1937 : Gordon P. Merriam (chargé d'affaires)
- 1937-1940 : Cornelius Van H. Engert (chargé d'affaires)
- 1940-1943 : Louis G. Dreyfus, Jr. (ministre plénipotentiaire)
- 1944-1945 : Leland B. Morris (premier ambassadeur)
- 1945-1946 : Wallace Murray
- 1946-1948 : George V. Allen
- 1948-1950 : John Cooper Wiley
- 1950-1951 : Henry F. Grady
- 1951-1954 : Loy W. Henderson
- Julius C. Holmes (désigné mais non approuvé)
- 1955-1958 : Selden Chapin
- 1958-1961 : Edward T. Wailes
- 1961-1965 : Julius C. Holmes
- 1965-1969 : Armin H. Meyer
- 1969-1972 : Douglas MacArthur II
- 1972-1973 : Joseph S. Farland
- 1973-1977 : Richard Helms
- 1977-1979 : William H. Sullivan
- 1979 : Walter L. Cutler (désigné mais rejeté par l'Iran)
- 1979-1980 : Bruce Laingen (chargé d'affaires), intérim

## Dans la fiction
Une reconstitution de l'ambassade est un des lieux de l'action du film Argo (2012), de Ben Affleck.

## Galerie

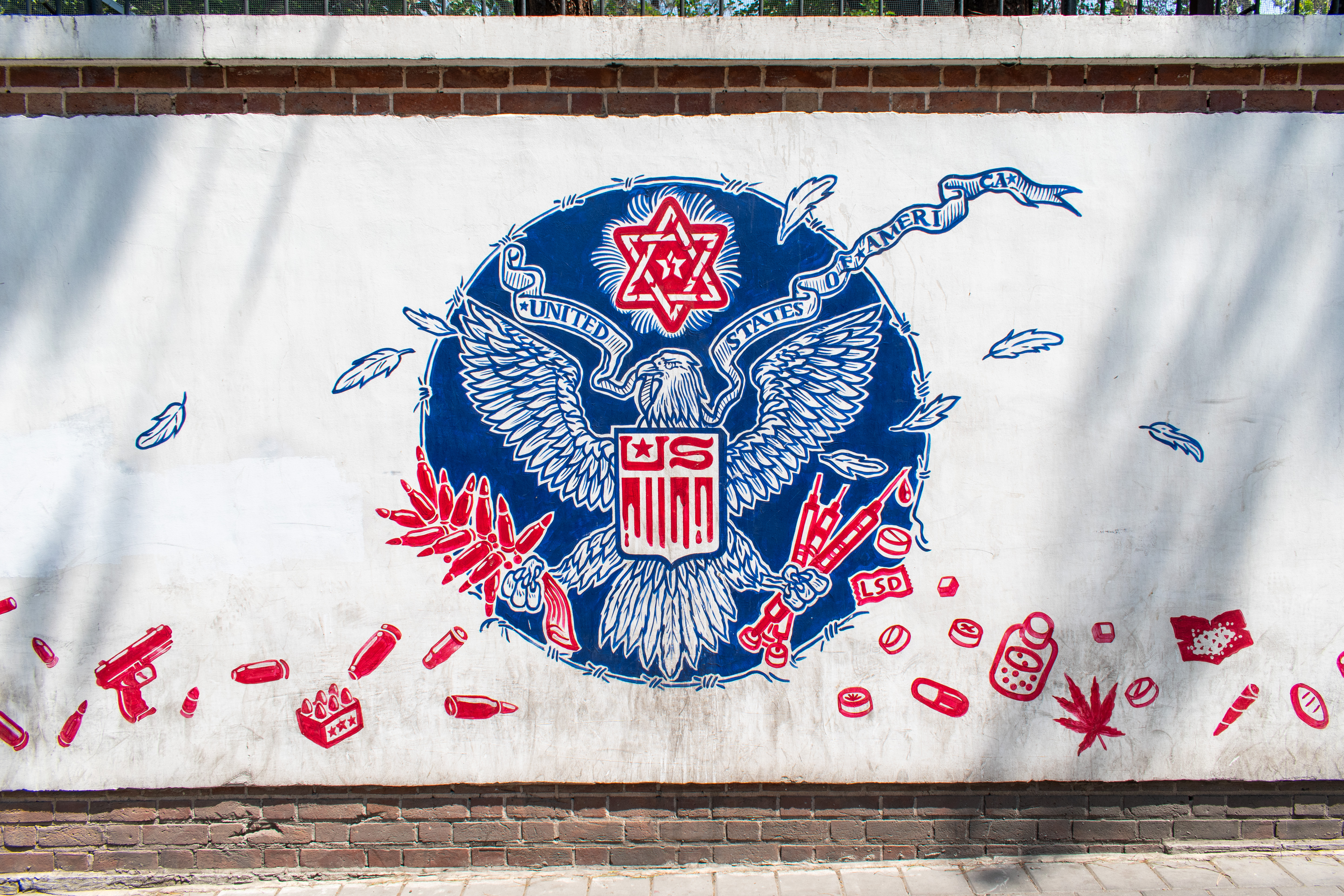
Une fresque antiaméricaine devant l'ancienne ambassade, détournant le grand sceau des États-Unis.
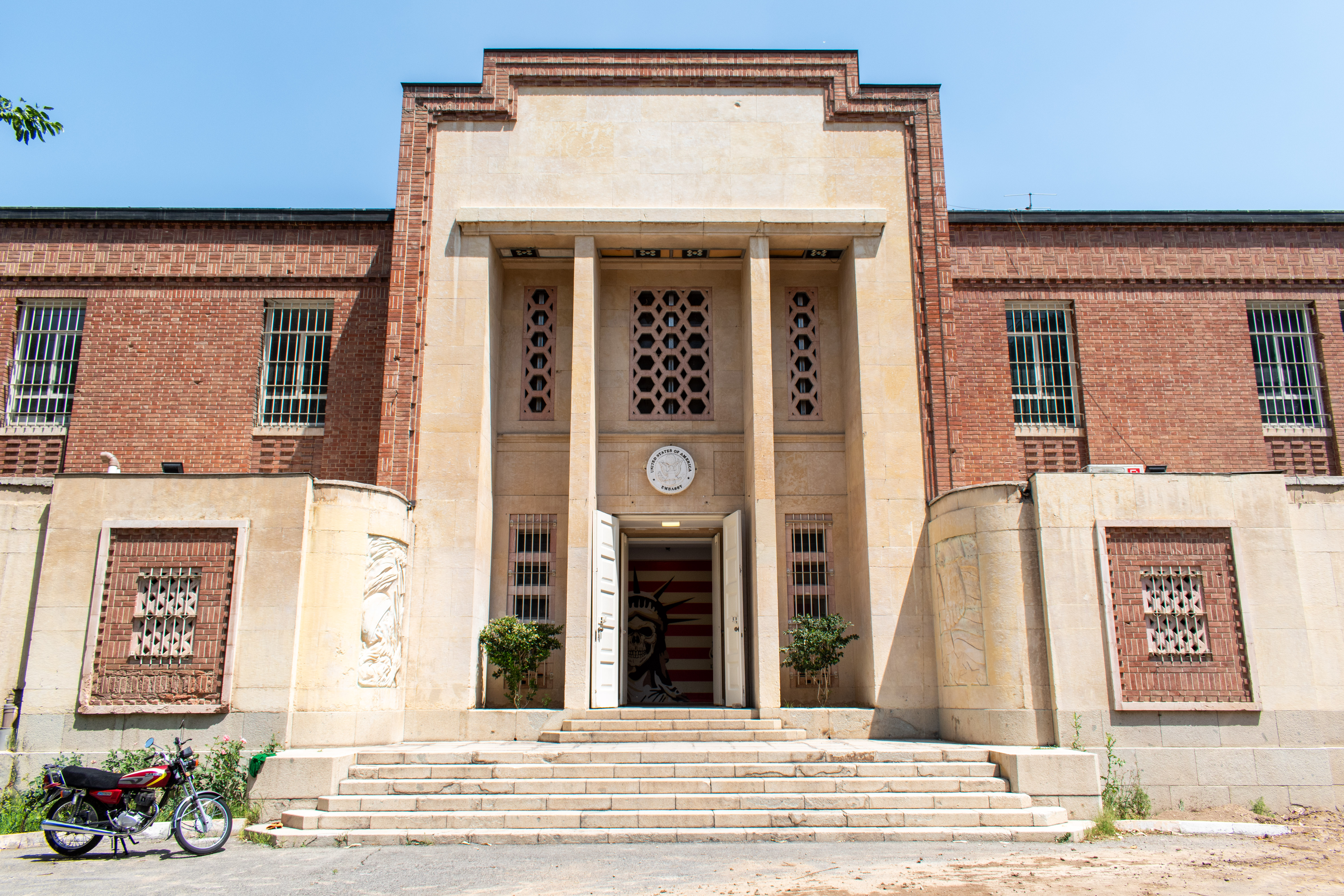
L'entrée principale.
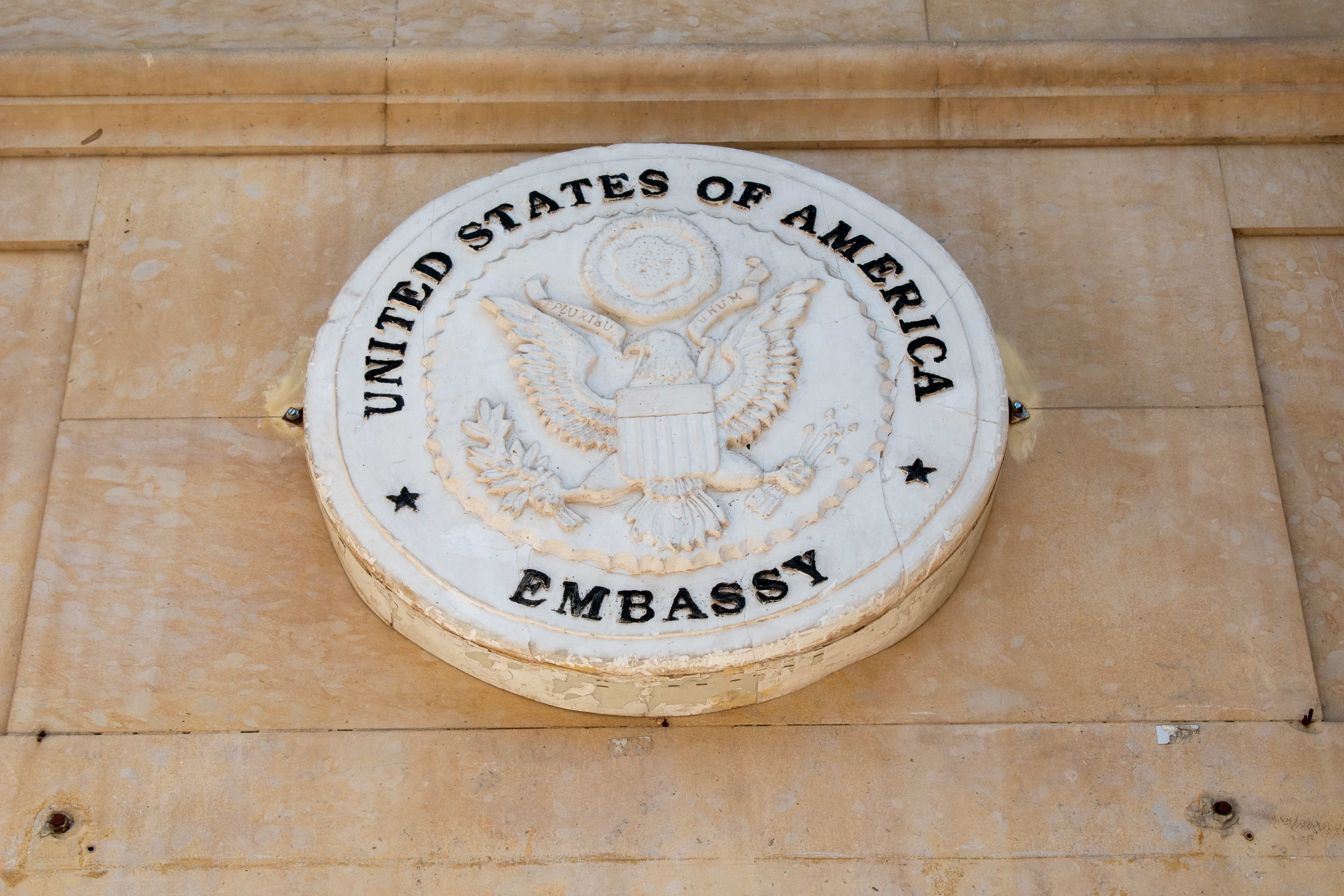
Le grand sceau des États-Unis au dessus de l'entrée.
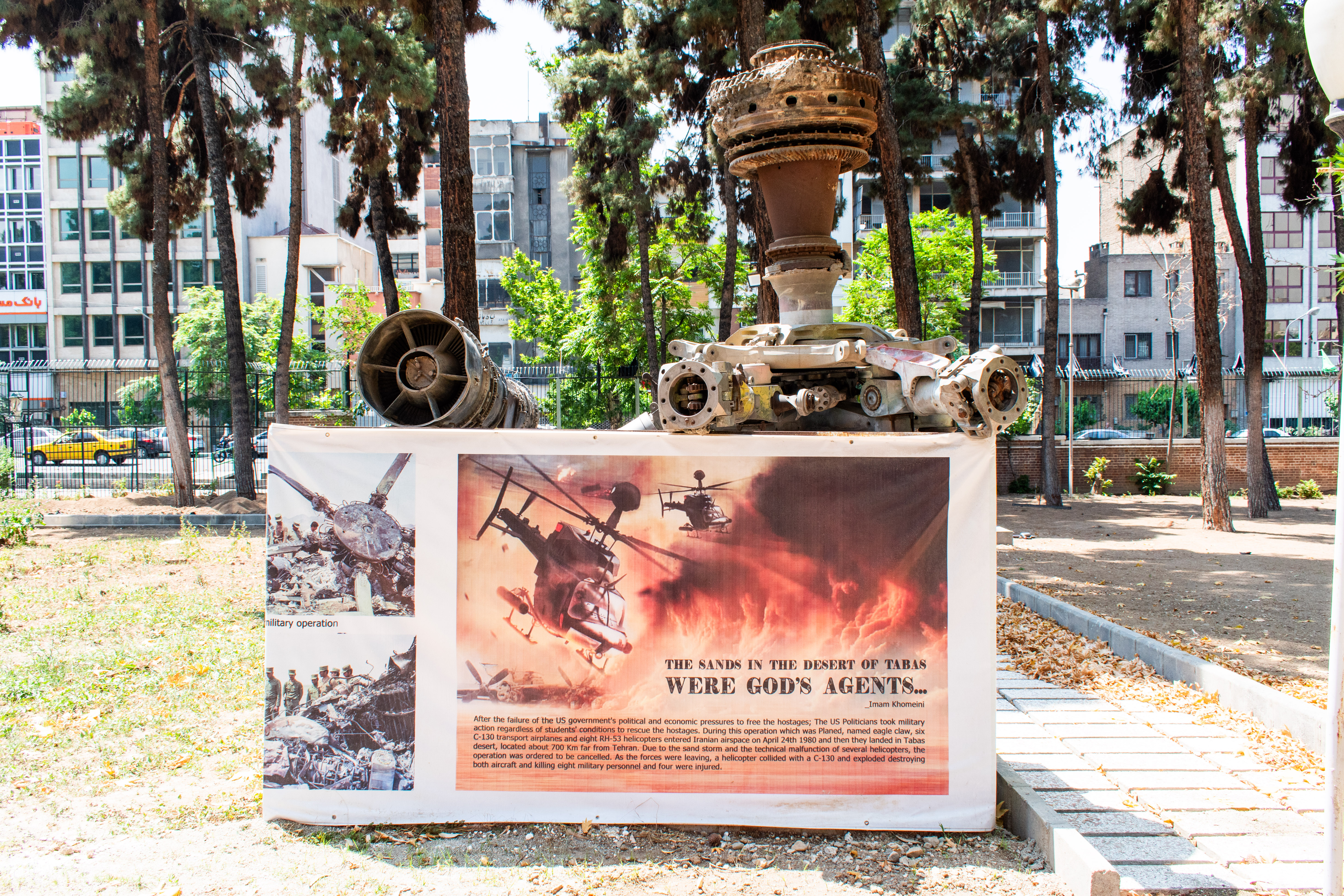
Rotor d'un hélicotère de l'US Navy détruit lors de l'opération Eagle Claw, exposé dans la cour de l'ancienne ambassade.
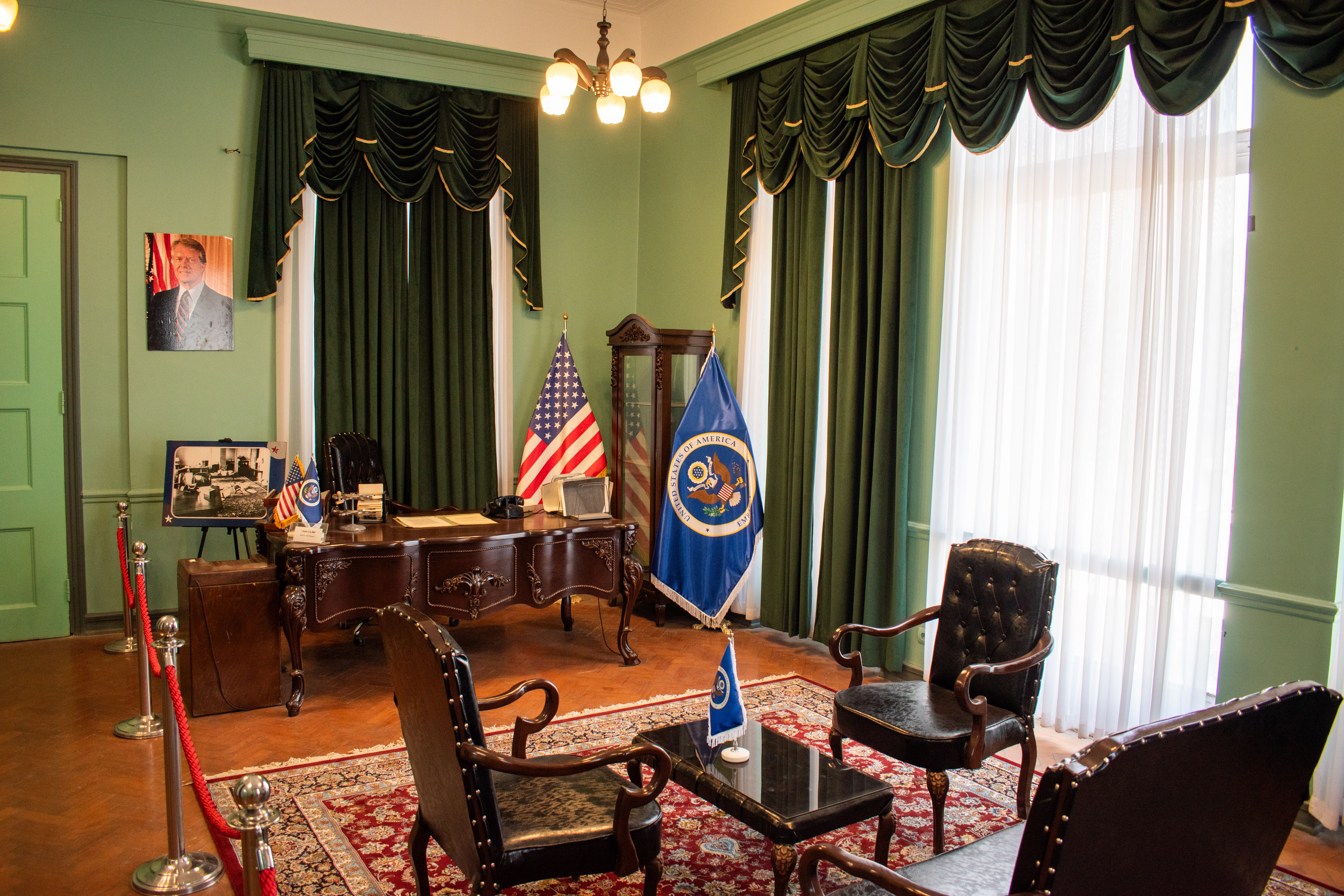
Le bureau de l'ambassadeur.
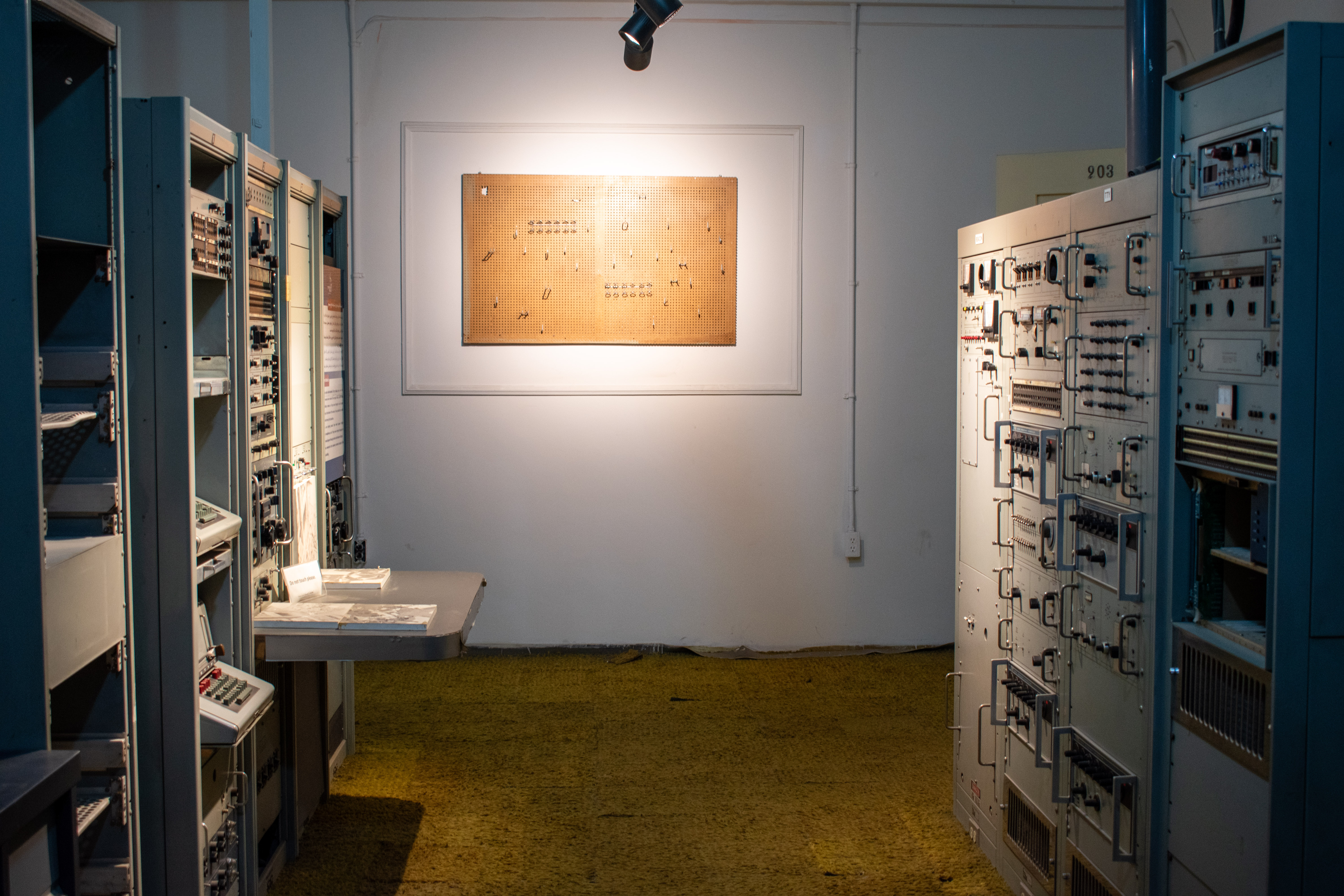
Des appareils d'espionnage.
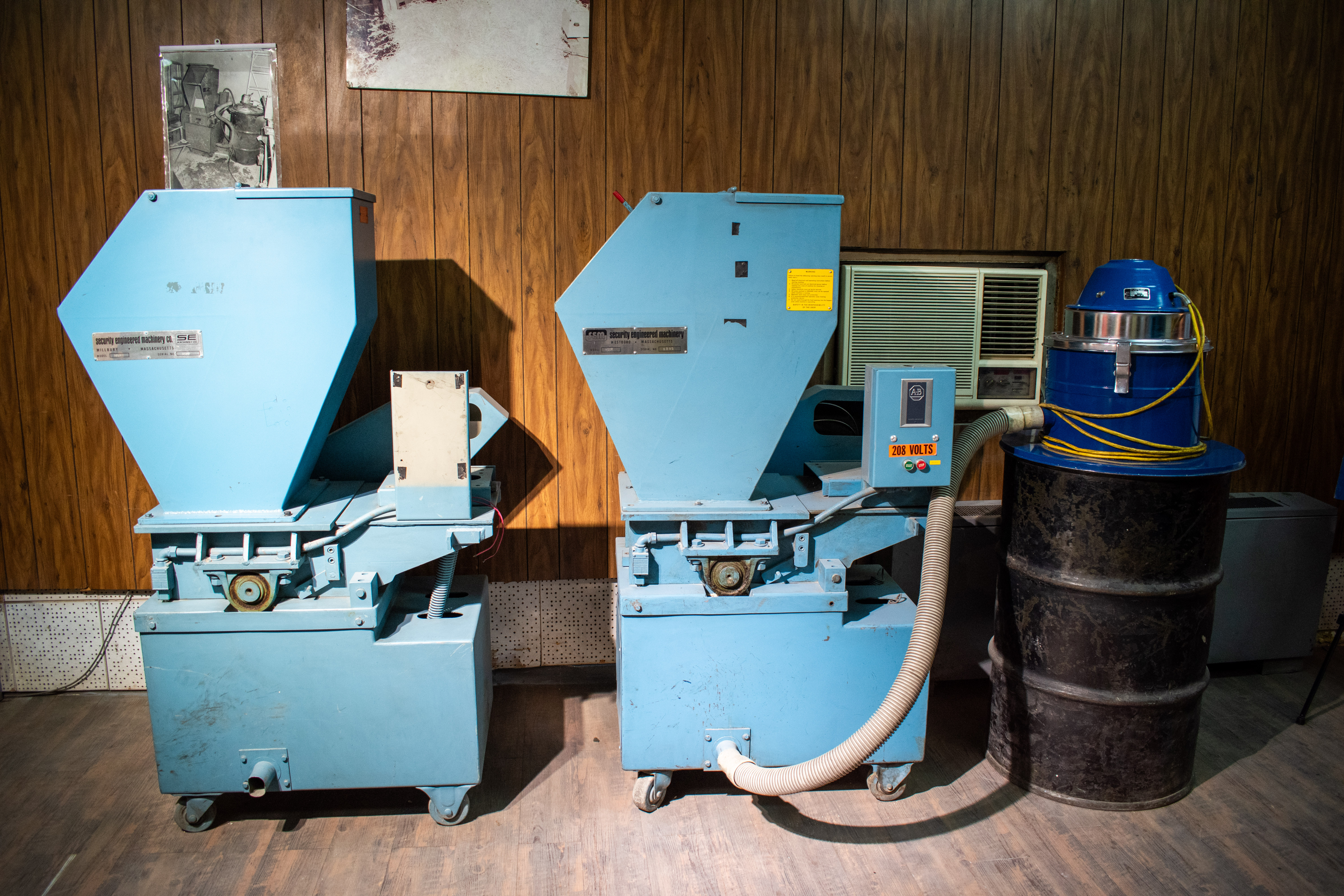
Des déchiqueteuses ayant servi à la destruction de documents lors de la prise de l'ambassade.
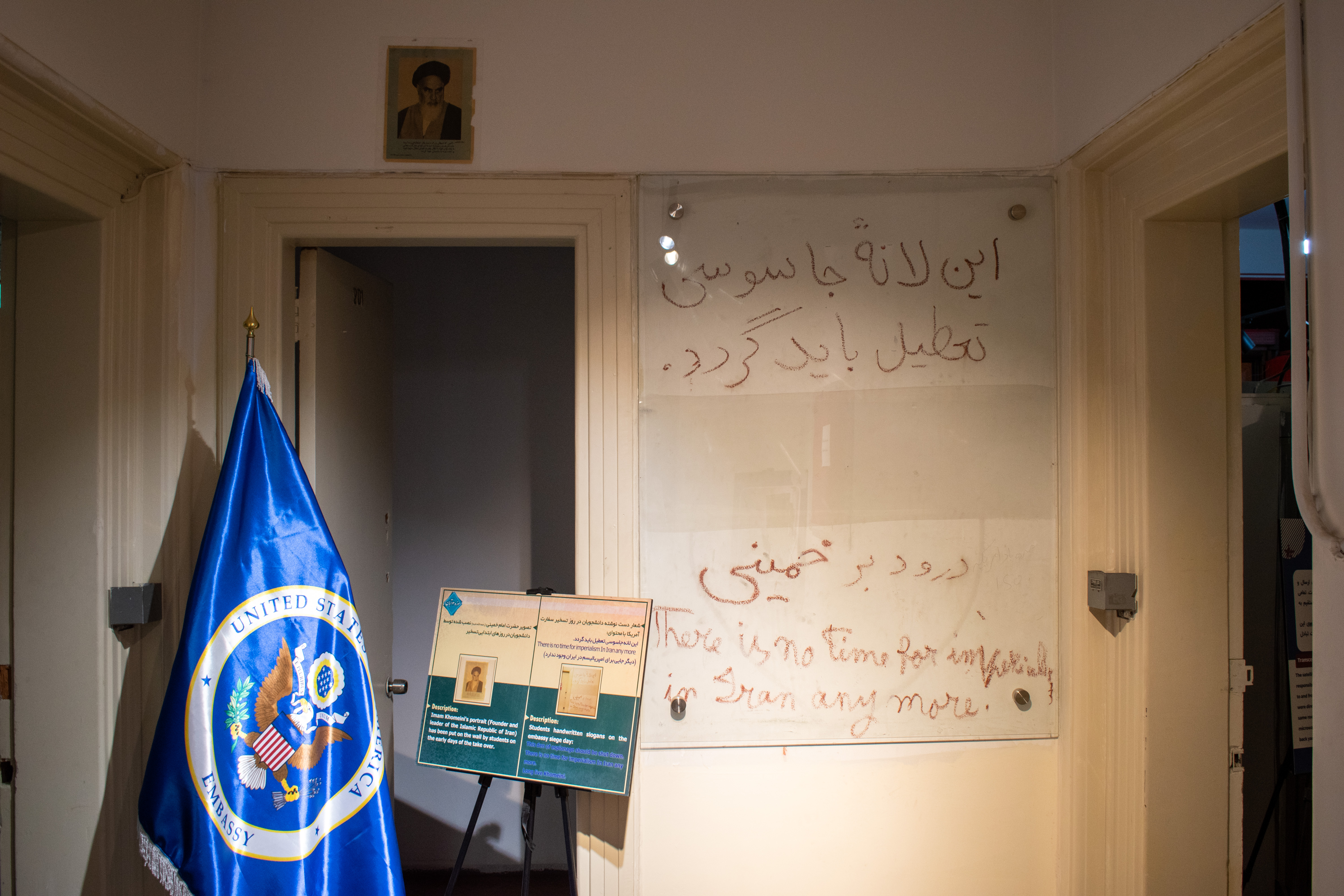
Des inscriptions laissées par un manifestant : « Le temps de l’impérialisme est révolu en Iran ».

## Sources
- (en) Cet article est partiellement ou en totalité issu de l’article de Wikipédia en anglais intitulé « Embassy of the United States, Tehran » (voir la liste des auteurs).